# NGC 7510
NGC 7510 (również OCL 256) – gromada otwarta znajdująca się w gwiazdozbiorze Cefeusza. Odkrył ją William Herschel 3 listopada 1787 roku. Jest położona w odległości ok. 11,3 tys. lat świetlnych od Słońca.